# گمینا کودنگ
گمینا کودنگ (به لهستانی:  Gmina Kodeń) یک گمینا در لهستان است که در شهرستان بیاوا پودلاسکا واقع شده‌است. گمینا کودنگ ۱۵۰٫۳۳ کیلومتر مربع مساحت و ۳٬۷۴۲ نفر جمعیت دارد.